# Robert Doisneau
Robert Doisneau (14 tháng 4 năm 1912 – 1 tháng 4 năm 1994) là một nhiếp ảnh gia nổi tiếng người Pháp. Cùng với Henri Cartier-Bresson, ông là người tiên phong trong lĩnh vực nhiếp ảnh báo chí. Trong thập niên 1930, Robert Doisneau với một chiếc máy ảnh Leica đã chụp rất nhiều bức ảnh về đời sống thường nhật ở Paris. Một trong những tác phẩm nổi tiếng nhất của ông là Nụ hôn bên Tòa thị chính (Le baiser de l'hôtel de ville), chụp một cặp đôi đứng hôn bên cạnh Tòa thị chính Paris, giữa đường phố đông đúc. Robert Doisneau được trao huân chương Bắc Đẩu Bội tinh với hạng Hiệp sĩ (Chevalier de la Légion d'honneur) vào năm 1984.

## Sự nghiệp nhiếp ảnh
Robert Doisneau được biết đến với những bức ảnh đời thường, tinh nghịch và đầy châm biếm bởi sự sắp xếp đầy vui tươi, hòa lẫn các tầng lớp trong xã hội, một chút lập dị trên các con phố, quán cà phê ở Paris đương đại. Bị ảnh hưởng bởi các tác phẩm của André Kertész, Eugène Atget, và Henri Cartier-Bresson, trong hơn hai mươi cuốn sách, ông đã thể hiện những góc nhìn đầy quyến rũ về sự yếu lòng của con người và cuộc sống như trong những khoảnh khắc yên tĩnh, phi lý.
- "Những tuyệt tác trong cuộc sống đời thường rất thú vị, không có đạo diễn nào có thể sắp xếp những bất ngờ mà bạn nhìn thấy trên đường phố"

Công việc của ông là đưa ra những giá trị, những điểm thú vị đặc biệt trong văn hóa của những đứa trẻ trên phố, trở lại nhiều lần với những chủ đề trẻ em chơi trong thành phố, không bị trói buộc bởi cha mẹ. Các tác phẩm của ông nhìn nhận trò chơi của lũ trẻ một cách nghiêm túc và trân trọng. Vì lý do này, có rất nhiều trường tiểu học mang tên ông ví dụ như ở Veretz (Indre-et-Loire).

## Tuổi trẻ
Cha của ông là một thợ sửa ống nước, mất đi trong khi làm công tác trong thế chiến thứ nhất khi Robert vừa tròn 4 tuổi. Còn mẹ ông qua đời vào lúc ông 7 tuổi, vì thế, sau đó, ông được nuôi dưỡng bởi một người dì không thương yêu ông.

Khi mười ba tuổi, ông theo học tại trường École Estienne, một trường nghề, nơi ông tốt nghiệp vào năm 1929 với văn bằng về khắc và in thạch bản. Nơi đây cũng chính là nơi ông được tiếp xúc lần đầu với nghệ thuật,tham gia vào các lớp học.

Khi vừa tròn 16 tuổi, ông bắt đầu chụp ảnh nghiệp dư, nhưng có nhiều báo cáo nói rằng ông bắt đầu chụp ảnh sỏi đá rồi mới đến trẻ em và người lớn.

Vào cuối những năm 1920, ông làm công việc soạn thảo văn thư trong nền công nghiệp quảng cáo tại Atelier Ullmann (Ullmann Studio) - một công ty đồ họa sáng tạo chuyên biệt trong ngành dược phẩm. Tại đây, ông đã có cơ hội tuyệt vời làm trợ lý chụp ảnh và sau đó trở thành nhân viên chụp ảnh thực thụ.